# Trezzano sul Naviglio
Trezzano sul Naviglio là một đô thị ở tỉnh Milano, vùng Lombardia của Italia, khoảng 9 km về phía tây nam của Milano. Tại thời điểm ngày 31 tháng 12 năm 2004, đô thị này có dân số 18.819 và diện tích là 10,8 km².
Trezzano sul Naviglio giáp các đô thị: Buccinasco, Cusago, Cesano Boscone, Corsico, Gaggiano, Milano, Zibido San Giacomo.